# Seychellerne
Seychellerne (engelsk: Seychelles; fransk: Seychelles; seselwa: Sesel), officielt Republikken Seychellerne (engelsk: Republic of Seychelles; fransk: République des Seychelles; seselwa: Repiblik Sesel) er en østat, som ligger øst ud for det afrikanske fastland i det Indiske Ocean ud for Tanzanias kyst og nord for Madagaskar. Hovedøen er Mahé med hovedstaden Victoria, den næststørste ø er Praslin (en).
Vigtige eksportvarer er tunfisk, rejer og kanel. Vigtige importvarer er diverse madvarer, tobak, olie og kemikalier. Vigtige handelspartnere er Singapore, Storbritannien og Yemen.

## Politik
Den valgte præsident er både præsident og statsminister. Præsidenten vælges for 5 år ad gangen. Den nuværende præsident er socialisten Danny Faure (en).
Seychellerne er en hovedsagelig socialistisk republik. Det siddende socialistiske parti, Folkets Parti, fik 56,70 % af stemmerne ved det forrige valg i 2007. Myndighederne har ved flere anledninger udtalt, at de står stærkt til venstre for USA og dettes allieredes politik. Dette har de blandt andet vist gennem forsøg på at standse amerikanske skibe i den Persiske Bugt og Det Indiske Ocean. Landet kræver også, at USA skal fjerne sine soldater fra Diego Garcia, (en britisk ø i Indienhavet, del af Chagosøerne). Cuba, Rusland, Indien, Frankrig, Kina og Storbritannien har ambassader i Victoria.

## Geografi
Seychellerne ligger ved Afrika og er en øgruppe, som består af 116 øer. Hvis man regner de mindre øer og skær med, er der 155 øer totalt. Østaten ligger i Det Indiske Ocean, 1500 km øst for kontinentet Afrika og ligger nordøst for Madagaskar. Landet ligger i nærheden af Madagaskar, Komorerne, Mauritius, Rèunion, Mayotte, Zanzibar og Maldiverne. Disse territorier og stater har et godt samarbejde. Landet er omkring 2,5 gange større end den amerikanske hovedstad Washington DC. Af befolkningen bor over 80 % på hovedøen Mahé.

## Natur
Seychellerne har et tropisk regnklima. Alle de store øer har smalle kyststriber med lyse strande og et højt indland. I det højtliggende finder man Seychellernes største bjerg Morne Seychellois. Dette bjerg befinder sig 905 meter over havoverfladen. De mindre øer er ubeboelige koralrev, ofte uden tilgængeligt drikkevand.

## Økonomi
I 2012 havde Seychellerne et estimeret BNP per indbygger på 26 200 amerikanske dollar, som er det højeste i landene i Afrika. Arbejdsløsheden i landet lå i gennemsnit på 2,7% i perioden 2004-2011.
Turisme er en af de vigtigste indtægtskilder for landet, og omkring 30% af arbejderne i landet arbejder inden for denne sektor. I 2000 havde landet 130 046 turister, hvoraf 80% kom fra europæiske lande. I 2012 øgedes antallet til 205 000. Turismen begyndte for alvor i 1971, da den første internationale lufthavn blev åbnet. Den stod i 2008 for 12,7 % af landets indtægter.
Industri står for 28,8 %. Disse procenter inkluderer industrialiseret fiskeri. Fiskeriet er blevet en af landets vigtigste eksportvarer. Heinz købte 60% af selskabet Seychelles Tuna Canning Factory, da det blev privatiseret i 1995. Fiskehermetikfabriken er en af verdens største.
Det landet importerer mest, er maskiner, maskinudstyr, olie og madvarer. Disse varer bliver for det meste importeret fra Sydafrika, Italien, Frankrig, Storbritannien, Singapore og Kina.
Landet eksporterer især kokosnødder, olie, fisk og kanel . Tyskland, Frankrig, Italien, Storbritannien, Spanien og Japan tager imod det meste af disse varer.
Seychellerne er også det mindste land i verden, som har sin egen valuta.

### Næringsliv
| Økonomiske nøgletal | Værdi               | % af BNP | År, kilde             |
| ------------------- | ------------------- | -------- | --------------------- |
| BNP                 | 0,71 mrd. US$       |          | 2006, UN Statistics   |
| BNP (vækst)         | -1,4 %              |          | 2006, UNDP Statistics |
| BNP per indbygger   | $20,800 (2009 est.) |          | CIA factbook          |
| Industriproduktion  | -3,5 %              |          | 2006, UN Statistics   |
| Konsumpriser        | -0,4 %              |          | 2006, UN Statistics   |
| Renter 3 mnd.       |                     |          |                       |
| Arbejdsløshed       |                     |          |                       |
| Handelsbalance      | 0,09 mrd US$        |          | 2006, UN Statistics   |
| Betalingsbalance    |                     |          |                       |
| Udviklingshjælp     |                     |          |                       |
| BNP per indb.       | 8.449 US$           |          | 2005, UN Statistics   |